# Gary E. Johnson
Gary Earl Johnson (Minot, Dakota do Norte, 1 de janeiro de 1953) é um empresário e político dos Estados Unidos. Enquanto filiado ao Partido Republicano, foi governador do estado de Novo México de 1995 a 2003. Johnson foi então candidato, em 2012 e 2016, pelo Partido Libertário à Presidência dos Estados Unidos, onde obteve mais de 4,1 milhões de votos (3,3% do eleitorado).
Gary Johnson sempre afirmou ser um libertário, defendendo o livre comércio, privatizações, governo limitado, legalização da maconha, fim da guerra às drogas e o não intervencionismo em questões externas.

## Livro
- Seven Principles of Good Government, 2012, ISBN 978-1563439131